# Gulella ludwigi
Gulella ludwigi é uma espécie de gastrópode da família Streptaxidae.
É endémica da Tanzânia.